# Stazione di Le Pozze
La stazione di Le Pozze era una fermata ferroviaria posta lungo la linea ferroviaria Civitavecchia-Orte chiusa al traffico nel 1961 e dismessa dal 2011 tra Civitavecchia e Capranica. Era a servizio del comune di Blera, località Le Pozze.

## Storia
La stazione venne aperta nel 1950 e nel 1961 venne privata del suo traffico nel e in seguito venne smantellato anche il suo piazzale.

## Strutture e impianti
La stazione disponeva di un fabbricato viaggiatori non più esistente.